# Timmy Simons
Timmy Simons (* 11. Dezember 1976 in Diest) ist ein ehemaliger belgischer Fußballspieler.

## Karriere

### Im Verein
Simons begann seine Karriere in seinem Geburtsort bei KTH Diest. Von dort ging er 1998 zum SK Lommel. Im Jahr 2000 wechselte er zum FC Brügge. Bis 2005 lief er für den FC Brügge in der Jupiler League in 111 Spielen auf und wurde zweimal Belgischer Meister (2003, 2005) und zweimal Pokalsieger (2002, 2004). 2002 wurde er zum Belgischen Fußballer des Jahres gewählt.

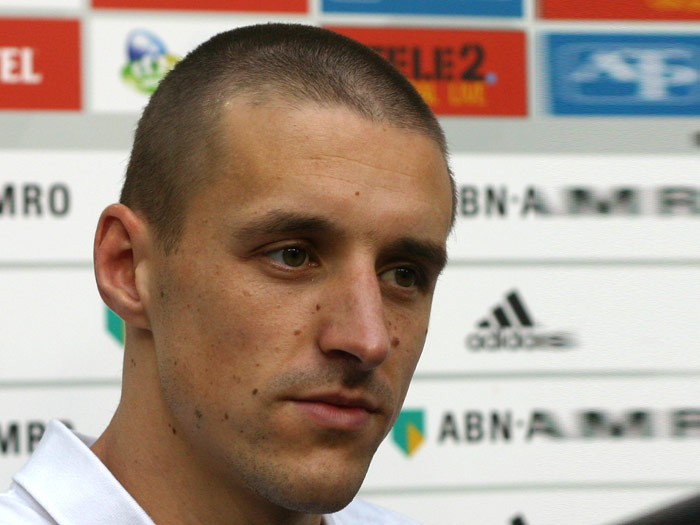
Timmy Simons bei der PSV Eindhoven (um 2006)

2005 wechselte Simons zur PSV Eindhoven. Bei der PSV war er Mannschaftskapitän. Er bestritt in der Eredivisie 158 Partien (14 Tore), gewann dreimal die niederländische Meisterschaft (2006, 2007, 2008) und wurde 2009 niederländischer Superpokalsieger.
Mit beiden Vereinen spielte er in der UEFA Champions League und bestritt insgesamt 40 Spiele (11 FC Brügge / 29 PSV Eindhoven). Zuletzt war er in der Saison 2009/10 in der Europa League am Ball und absolvierte insgesamt im UEFA-Cup und der Europa League 19 Partien (4 FC Brügge / 15 PSV Eindhoven).
Zur Saison 2010/11 wechselte Simons zum 1. FC Nürnberg. Dort debütierte er am 15. August 2010 im Spiel der ersten Runde des DFB-Pokals gegen Eintracht Trier in der Startelf. Sein Debüt in der Bundesliga folgte am 21. August 2010 am ersten Spieltag im Spiel gegen Borussia Mönchengladbach, ebenfalls in der Startelf. In seiner ersten Saison stabilisierte der erfahrene Spieler auf der Position vor der Viererkette die Abwehr der jungen Mannschaft, die sich weitgehend aus dem Abstiegskampf heraushalten konnte und am Ende mit dem sechsten Platz eine ihrer bisher besten Platzierungen in der Bundesliga erreichte. Simons war der einzige Spieler des Teams, der in jeder Spielminute der Saison auf dem Platz stand. Auch in der Hinrunde der Saison 2011/12 kam er bei jedem Spiel des 1. FC Nürnberg zum Einsatz. Am 10. Januar 2012 verlängerte er seinen auslaufenden Vertrag bis 2014. In der Sommerpause 2013 wechselte er nach drei Jahren beim 1. FC Nürnberg zurück zum FC Brügge. Dort erhielt der 36-jährige Simons, der in der Spielzeit 2012/13 ältester Feldspieler der Bundesliga war, einen Zweijahresvertrag mit Anschlussoption für einen Wechsel in den Trainerstab. Zudem wurde er als Mannschaftskapitän des Teams gewählt. 2018 beendete er nach weiteren über 150 Ligaeinsätzen für Brügge seine aktive Karriere.

### In der Nationalmannschaft
Sein Debüt in der belgischen Nationalmannschaft gab Simons im Jahr 2001. Ein Jahr später nahm er mit der Nationalmannschaft an der Weltmeisterschaft in Japan und Südkorea teil. Nachdem er bei der PSV Eindhoven seinen Stammplatz verloren hatte, wurde er nicht mehr berufen. Bis dahin war er im Trikot der belgischen Nationalmannschaft 71-mal aufgelaufen und hatte drei Tore erzielt. Ende August 2010 gab er nach seinem Wechsel zum 1. FC Nürnberg sein Comeback in der Nationalmannschaft im Qualifikationsspiel zur Fußball-Europameisterschaft 2012 gegen Deutschland am 3. September 2010. Simons belegte mit seiner Mannschaft in der Qualifikation den dritten Platz hinter Deutschland und der Türkei. Nach der EM-Qualifikation verlor Simons seinen Stammplatz in der Nationalmannschaft. In der Qualifikation zur Fußball-Weltmeisterschaft 2014 stand er zwar in diversen Partien im Kader, kam jedoch in keiner Partie zum Einsatz. In der Qualifikation wurde die belgische Mannschaft Gruppensieger. Am 13. November 2016 wurde Simons bei einem 8:1-Kantersieg über Estland zum letzten Male n der belgischen A-Nationalmannschaft eingesetzt. Mit 39 Jahren, elf Monaten und zwei Tagen ist er der älteste bisher eingesetzte belgische Nationalspieler. Mit seinen 94 Länderspielen ist er hinter Jan Vertonghen (98) und Jan Ceulemans (96) der Spieler mit den meisten Länderspieleinsätzen in der aktuell (Stand: 2018) 114-jährigen Geschichte des Nationalteams.

### Titel und Erfolge
- Niederländischer Fußballmeister: 2006, 2007, 2008
- Niederländischer Supercupsieger: 2008
- Belgischer Meister: 2003, 2005, 2016, 2018
- Belgischer Pokalsieger: 2002, 2004, 2015
- Belgischer Supercupsieger: 2002, 2003, 2004, 2005, 2016

## Geschäftliches Engagement
Seit 2013 besteht in Pleinfeld ein Wohnprojekt mit dem Namen Wohnpark am Fränkischen Meer, in dem Timmy Simons als Investor und als Geschäftsführer fungiert. Dort sollten 46 Häuser mit 140 barrierefreien Luxus-Seniorenwohnungen mit einem geschätzten Investitionsvolumen von rund 60 Millionen Euro entstehen.
Nach dem Baubeginn im gleichen Jahr entstand bis Herbst 2014 ein Musterhaus sowie zwei halbfertige Wohngebäude. Seit diesem Zeitpunkt gilt das Projekt als gescheitert.
2021 unternahm die Marktgemeinde einen erneuten Versuch, das Gelände zurückzukaufen, um anschließend ein eigenes Wohnprojekt anzustoßen. Bis August 2021 konnten jedoch keine Erfolge erzielt werden.